# 532

## Събития
- При въстанието Ника в Константинопол голяма част от града е опожарена и хиляди са избити